# Карсовайский район
Карсовайский район — административно-территориальная единица в составе Удмуртской АССР (до 1932 года — Вотской АО, до 1934 года — Удмуртской АО) с 1929 по 1963 годы.
Административный центр — село Карсовай.
На 1 января 1931 года площадь района составляла — 1257 км², население — 24 337 человек.

## Образование района
Район образован 15 июля 1929 года, в результате районирования Вотской АО (замены уездно-волостной административно-территориальной структуры на районную). В его состав вошли 15 сельсоветов Балезинской, Понинской и Юсовской волостей Глазовского уезда.

## Административное деление
Первоначально в состав района входили 15 сельсоветов: Ефимятовский, Зотовский, Карсовайский, Киринский, Кортышевский, Куземский, Куреговский, Люкский, Мундейский, Новоселовский, Петровский, Саватятский, Сазановский, Северский и Тименский. Но уже в ноябре того же года Сазоновский сельсовет ликвидирован и его населённые пункты отошли в состав Люкского сельсовета.
В 1935 году был образован Кулигинский район и 3 сельсовета: Ефимятовский, Саватятский и Тименский, переданы в состав нового района. В 1948 году Зотовский сельсовет перечислен в Понинский район. В 1950 году Мундейский сельсовет переименован в Алминский сельсовет.
В результате реформы 1954 года, проведено укрупнение сельсоветов, их количество сокращено до 5:
- Карсовайский и Петровский сельсоветы объединены в Карсовайский сельсовет
- Киринский и Куземский сельсоветы объединены в Сизевский сельсовет
- Куреговский и Кортышевский сельсоветы объединены в Куреговский сельсовет
- Люкский и Алминский сельсоветы объединены в Люкский сельсовет
- Новоселовский и Северский сельсоветы объединены в Новоселовский сельсовет

16 февраля 1956 года в состав района из Кировской области передан Сергинский сельсовет, а 27 ноября того же года, в результате упразднения Кулигинского района, в состав Карсовайского района вернулись все 3 ранее переданных сельсовета. В 1959 году Саватятский и Тименский сельсоветы объединены в Саватятский сельсовет.

## Упразднение района
Указом Президиума Верховного Совета РСФСР от 1 февраля 1963 года район был упразднён. Карсовайский, Куреговский, Люкский, Новоселовский, Сергинский и Сизевский сельсоветы переданы в Балезинский сельский район, Ефимятский и Саватятский сельсоветы переданы в Кезский сельский район.